# 감수귀
감수귀(闞首歸, ? ~ 488년)는 감씨고창의 제3대 왕(478년 ~ 488년)이다. 감백주의 아들이며 감의성의 형이다. 478년, 감의성을 죽이고 왕이 되었으나 488년에 고차왕(高車王) 가지라(可至羅)에게 살해되었고, 감씨고창이 망했다. 고창 사람들이 장맹명을 옹립하였다.